# لیت نایت الومنای
لِـیت نایت الومنای (انگلیسی: Late Night Alumni) نام یک گروه موسیقی آمریکایی در سبک موسیقی هاوس است.
این گروه چهارنفره در سال ۲۰۰۳ میلادی شکل گرفت و کارشان ترکیب موسیقی رقص با سازهای زهی و هم‌نوایی شبه‌ترنس است.